# Joseph Saliste
Joseph Saliste (sinh 10 tháng 4 năm 1995) là một cầu thủ bóng đá Estonia thi đấu ở vị trí hậu vệ trái cho câu lạc bộ Meistriliiga Flora và đội tuyển quốc gia Estonia.

## Sự nghiệp quốc tế
Saliste ra mắt quốc tế cho Estonia ngày 19 tháng 11 năm 2017, thay cho Trevor Elhi ở hiệp hai trong chiến thắng 2–0 trên sân khách trước Fiji trong trận giao hữu.

## Danh hiệu

### Câu lạc bộ
Flora
- Meistriliiga: 2015, 2017
- Cúp bóng đá Estonia: 2015–16
- Siêu cúp bóng đá Estonia: 2016